# Legislativversammlung von Santa Catarina
Die Legislativversammlung von Santa Catarina, amtlich portugiesisch Assembleia Legislativa do Estado de Santa Catarina (ALESC), ist das oberste gesetzgebende Organ des brasilianischen Bundesstaats Santa Catarina.
Der Sitz befindet sich im Parlamentsgebäude Palácio Barriga Verde in Florianópolis. Das Einkammerparlament besteht aus 40 nach Verhältniswahlrecht gewählten Abgeordneten, den deputados estaduais, die auf vier Jahre gewählt werden, zuletzt bei den Parlamentswahlen im Rahmen der Wahlen in Brasilien 2018. Die Arbeit des Parlaments wird durch 21 Ständige Kommissionen unterstützt.

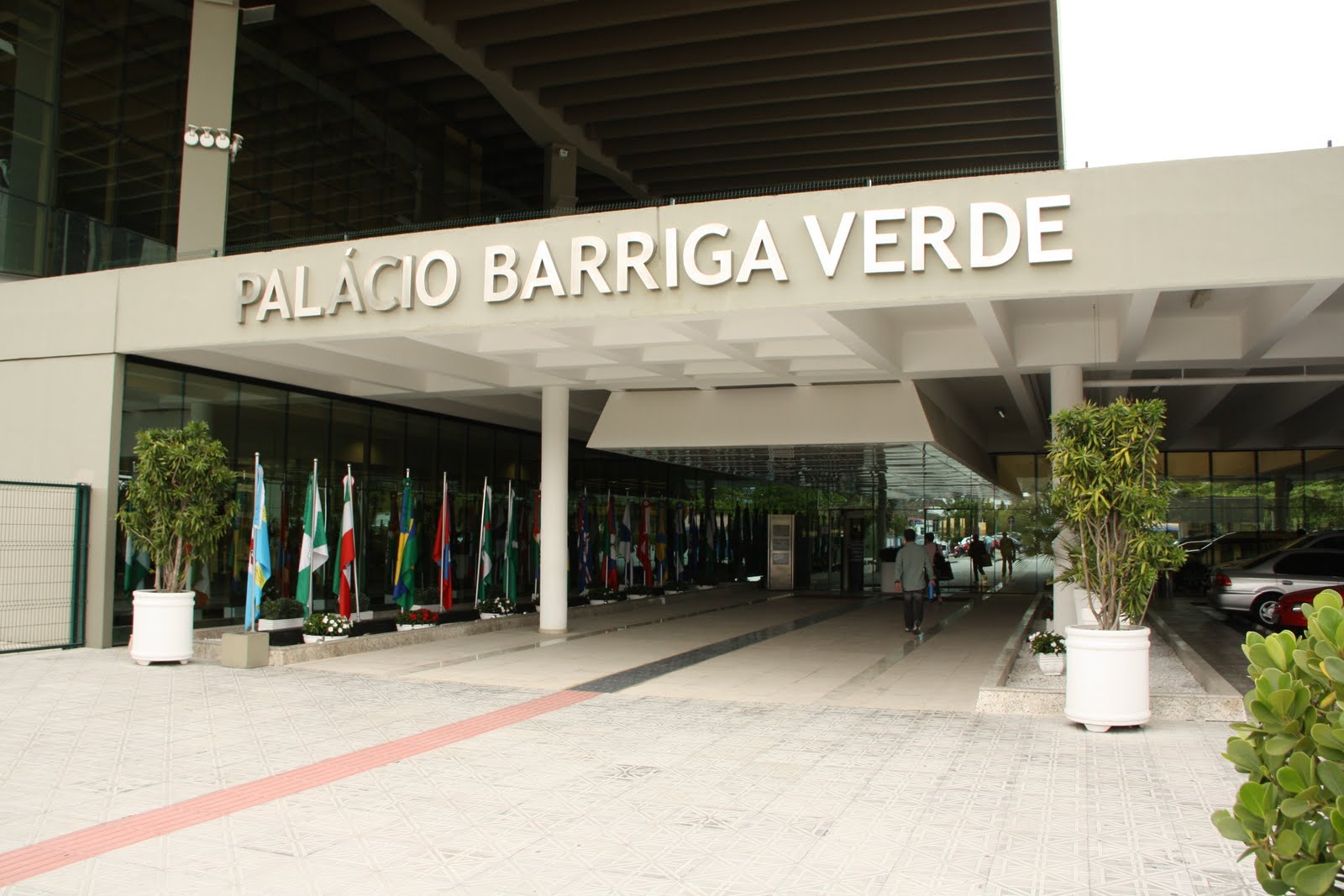
Eingang Palácio Barriga Verde
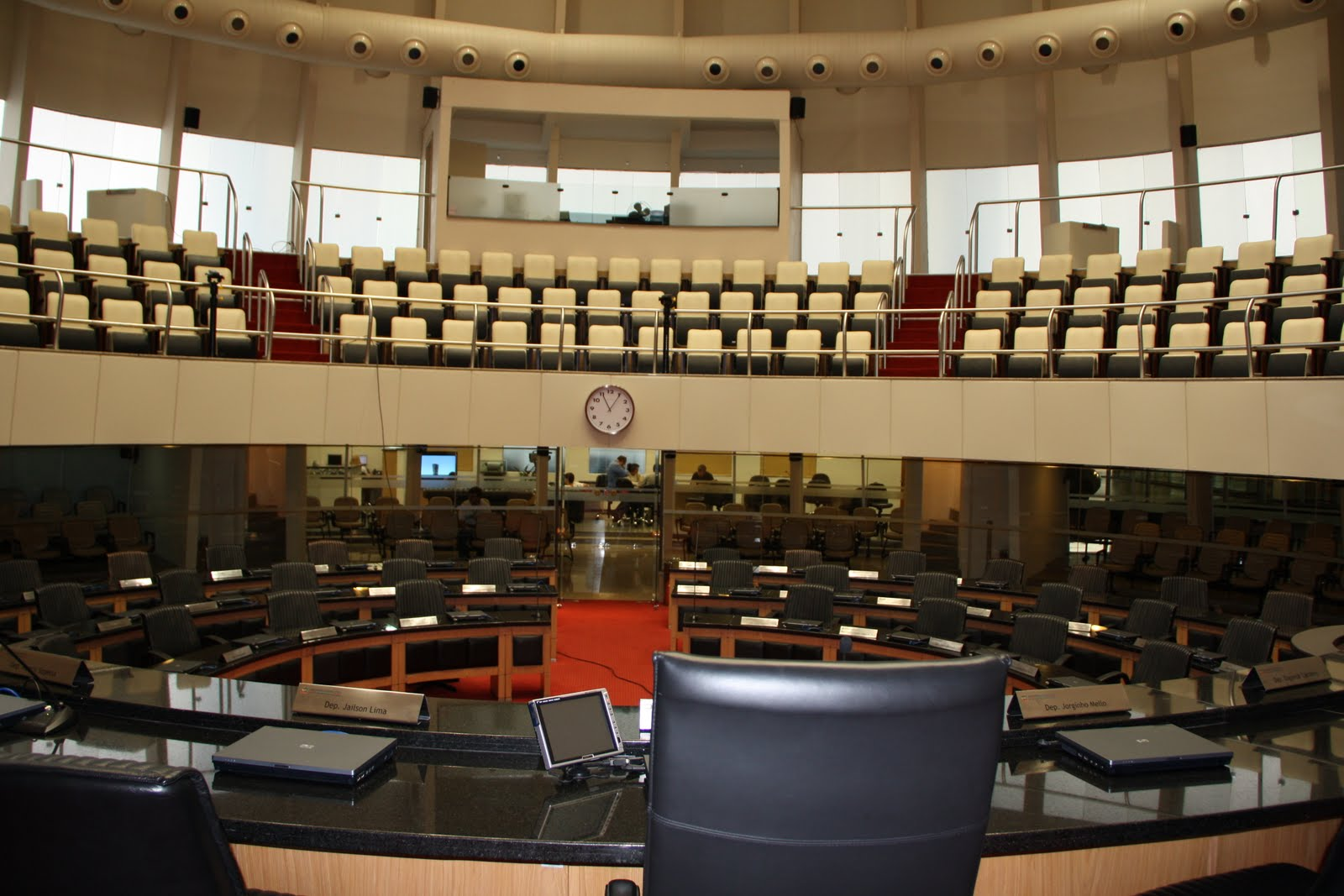
Plenarsaal
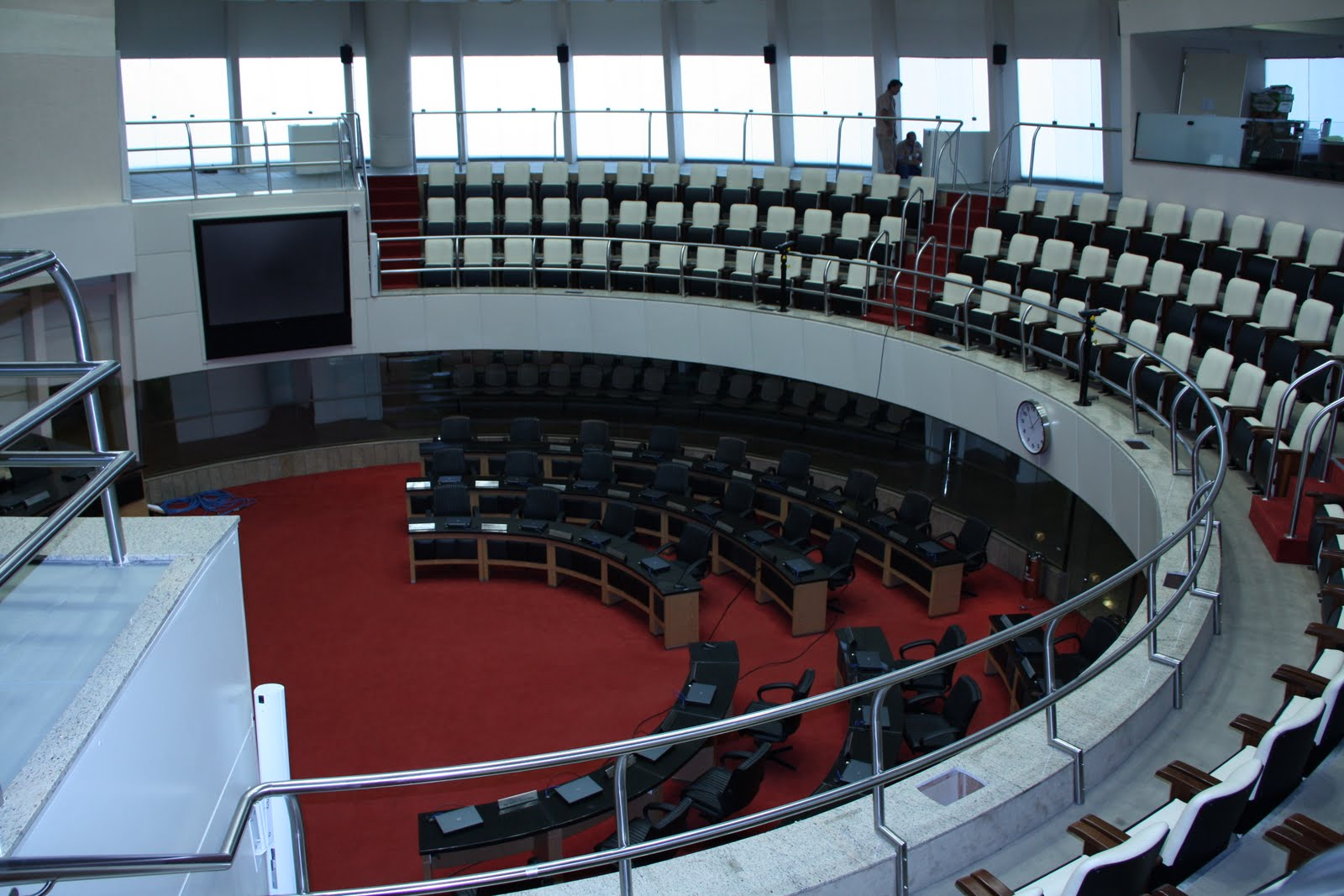
Tribüne
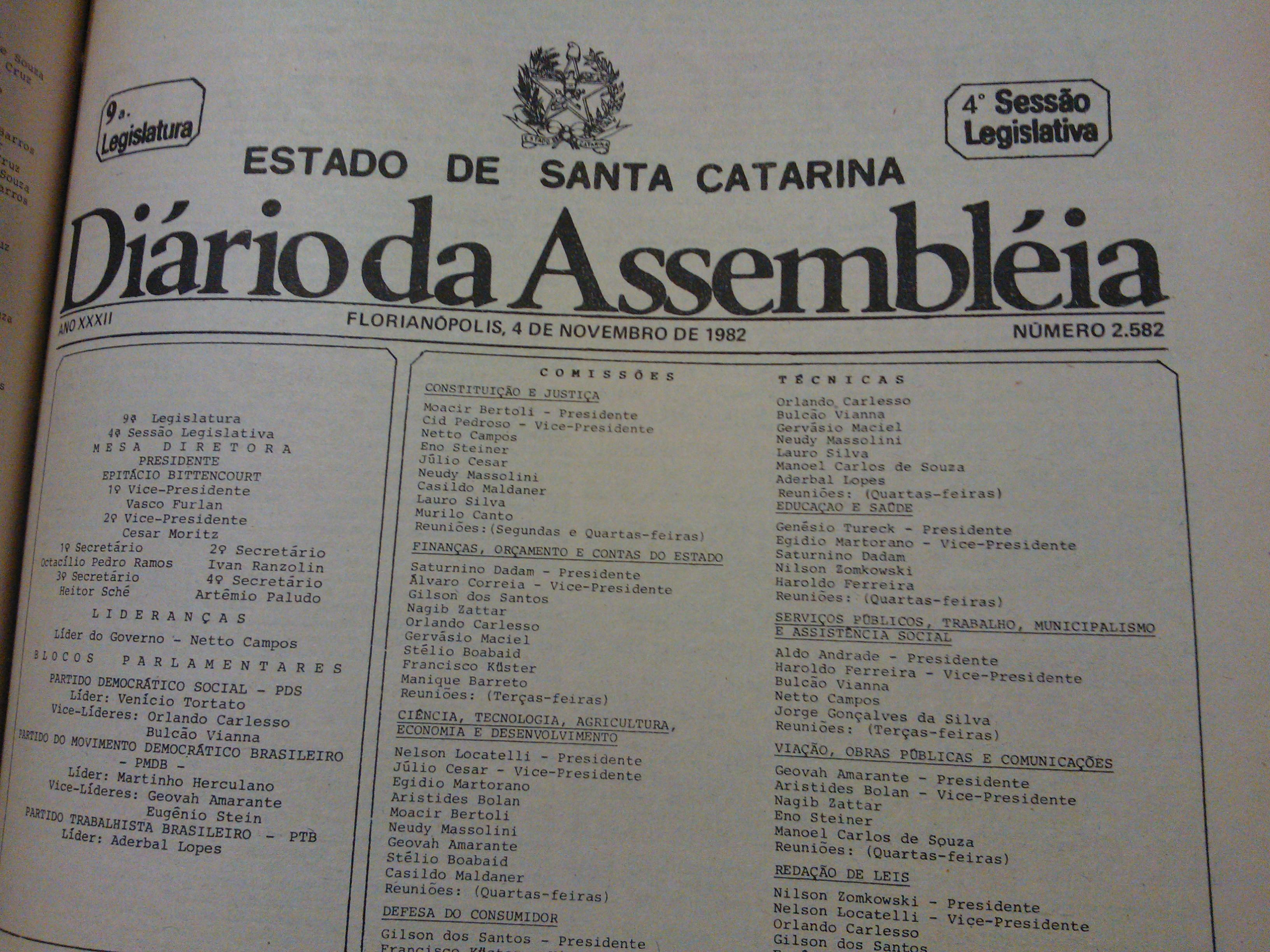
Amtsblatt

Für die erste Zweijahresamtszeit der 19. Legislaturperiode war Julio Cesar Garcia (PSD) Präsident dieses Landesparlaments, er wurde durch Mauro de Nadal (MDB) abgelöst.